# Хроника паланачког гробља
Хроника паланaчког гробља је југословенска ТВ мини серија снимљена 1971. године у продукцији Телевизије Београд.

## Епизоде
| Сезона | Епизода | Назив                 | Датум             |
| ------ | ------- | --------------------- | ----------------- |
| 1      | 1       | Мајстор Костица       | 1.децембра 1971.  |
| 1      | 2       | Деца су радост божија | 8.децембра 1971.  |
| 1      | 3       | Ударци судбине        | 15.децембра 1971. |
| 1      | 4       | Пуста кућа            | 22.децембра 1971. |

## Улоге
| Глумац                   | Улога                                |
| ------------------------ | ------------------------------------ |
| Милан Срдоч              | Костица, кројач (4 еп. 1971)         |
| Стеван Миња              | Газда Срета, кафеџија (4 еп. 1971)   |
| Богић Бошковић           | Пијанац 1 (4 еп. 1971)               |
| Милан Пузић              | Пијанац 2 (4 еп. 1971)               |
| Милан Цаци Михаиловић    | Срећко, син Костицин (3 еп. 1971)    |
| Ружица Сокић             | Ристана, жена Костичина (2 еп. 1971) |
| Злата Јаковљевић         | Сека, ћерка Костичина (2 еп. 1971)   |
| Бранислав Цига Јеринић   | Газда Спаса, кожар (2 еп. 1971)      |
| Буда Јеремић             | Станоје, официр (2 еп. 1971)         |
| Стојан Столе Аранђеловић | Шваба оштрач (2 еп. 1971)            |
| Мирко Бабић              | Шегрт 2 (2 еп. 1971)                 |
| Богдан Михаиловић        | Шегрт 1 (2 еп. 1971)                 |
| Божидар Павићевић Лонга  | Стева, погребник (2 еп. 1971)        |
| Виктор Старчић           | Богић Солдатовић (1 еп. 1971)        |
| Љиљана Газдић            | Ката Солдатовић, ћерка (1 еп. 1971)  |
| Драган Максимовић        | Риста, син Костичин (1 еп. 1971)     |
| Милан Ајваз              | Свештеник (1 еп. 1971)               |
| Станимир Аврамовић       | Лекар (1 еп. 1971)                   |
| Снежана Бећаревић        | (1 еп. 1971)                         |

 Остале улоге ▼
| Глумац              | Улога                               |
| ------------------- | ----------------------------------- |
| Мира Динуловић      | Жена, Радосавова (1 еп. 1971)       |
| Мирко Ђерић         | Бандит 2 (1 еп. 1971)               |
| Иван Ђурђевић       | Газда Цветко (1 еп. 1971)           |
| Томанија Ђуричко    | Баба (1 еп. 1971)                   |
| Данило Гаврилов     | (1 еп. 1971)                        |
| Мила Гец            | (1 еп. 1971)                        |
| Каја Игњатовић      | Јеца, бабица (1 еп. 1971)           |
| Драгослав Илић      | Пушкар 2 (1 еп. 1971)               |
| Богдан Јакуш        | Брат, Радосавов (1 еп. 1971)        |
| Ђорђе Јовановић     | Јеврем (1 еп. 1971)                 |
| Нада Касапић        | Комшиница (1 еп. 1971)              |
| Ранко Ковачевић     | (1 еп. 1971)                        |
| Миодраг Лазаревић   | Мајстор Стева (1 еп. 1971)          |
| Бранко Петковић     | (1 еп. 1971)                        |
| Ђорђе Пура          | Сељак (1 еп. 1971)                  |
| Ратко Сарић         | (1 еп. 1971)                        |
| Александар Савовић  | Костица, као дете (1 еп. 1971)      |
| Матилда Спилар      | (1 еп. 1971)                        |
| Мида Стевановић     | Бандит 1 (1 еп. 1971)               |
| Боривоје Стојановић | (1 еп. 1971)                        |
| Зоран Стојиљковић   | Учитељ (1 еп. 1971)                 |
| Велимир Суботић     | Газда Тоша (1 еп. 1971)             |
| Јосиф Татић         | Пушкар 1 (1 еп. 1971)               |
| Марко Тодоровић     | Радосав, Тошин пашеног (1 еп. 1971) |
| Чедо Зуравица       | (1 еп. 1971)                        |

Комплетна ТВ екипа ▼
| Редитељ                   | Славољуб Стефановић Раваси | (4 еп. 1971)                   |
| Сценариста                | Исидора Секулић            | (4 еп. 1971)                   |
| Сценариста                | Радомир Смиљанић           | (4 еп. 1971)                   |
| Директор фотографије      | Душан Стефановић           | (4 еп. 1971)                   |
| Монтажер                  | Милица Полицевиц           | (непознат број епизода)        |
| Сценограф                 | Дора Душановић             | (4 еп. 1971)                   |
| Костимограф               | Мара Финци                 | (4 еп. 1971)                   |
| Менаџер продукције        | Милорад Бајић              | вођа снимања (4 еп. 1971)      |
| Менаџер продукције        | Вера Маргитиц              | вођа снимања (4 еп. 1971)      |
| Помоћник режије           | Борислав Вукић             | помоћник редитеља (4 еп. 1971) |
| Одсек за звук             | Драган Гроздановић         | тон мајстор (4 еп. 1971)       |
| Одсек за звук             | Бошко Николић              | тон мајстор (4 еп. 1971)       |
| Одсек за звук             | Драган Слободановић        | микроман (4 еп. 1971)          |
| Одсек за звук             | Иван Закић                 | тон мајстор (4 еп. 1971)       |
| Одсек за звук             | Михаило Дзабиц             | микроман (3 еп. 1971)          |
| Одсек за звук             | Никола Стокановић          | микроман (1 еп. 1971)          |
| Одсек за камеру и расвету | Братислав Грбић            | пратилац камере (4 еп. 1971)   |
| Одсек за камеру и расвету | Здравко Игњатовић          | вођа расвете (4 еп. 1971)      |
| Одсек за камеру и расвету | Велимир Инован             | сниматељ (4 еп. 1971)          |
| Одсек за камеру и расвету | Миомир Јанковић            | пратилац камере (4 еп. 1971)   |
| Одсек за камеру и расвету | Војислав Опсеница          | пратилац камере (4 еп. 1971)   |
| Одсек за камеру и расвету | Мирослав Воркапић          | пратилац камере (4 еп. 1971)   |
| Одсек за камеру и расвету | Веселин Зрнић              | сниматељ (4 еп. 1971)          |
| Одсек за монтажу          | Живојин Лалић              | видео миксер (4 еп. 1971)      |
| Музички одсек             | Гордана Ђурђевиц           | музички сарадник(4 еп. 1971)   |
| Остала екипа              | Бојана Андрић              | драматург (4 еп. 1971)         |
| Остала екипа              | Јелена Генчић              | секретар режије (4 еп. 1971)   |